# Slavkovce
Slavkovce (ungarisch Szalók) ist eine Gemeinde im Osten der Slowakei mit 739 Einwohnern (Stand 31. Dezember 2024), die zum Okres Michalovce, einem Teil des Košický kraj, gehört und in der traditionellen Landschaft Zemplín liegt.

## Geographie
Die Gemeinde befindet sich in der Ostslowakischen Ebene im Ostslowakischen Tiefland, auf einem alten Aggradationsdeich des Laborec. Unweit des Ortes erstreckt sich das 1982 ausgerufene Naturreservat Slavkovské slanisko (deutsch Salzwiese von Slavkovce). Das Ortszentrum liegt auf einer Höhe von 107 m n.m. und ist 19 Kilometer von Veľké Kapušany sowie 20 Kilometer von Michalovce entfernt.
Nachbargemeinden sind Budkovce im Norden, Drahňov im Osten, Zemplínske Kopčany im Süden, Markovce im Westen und Dúbravka im Nordwesten.

## Geschichte
Das Gemeindegebiet wurde in der Jungsteinzeit besiedelt, es gab hier eine Siedlung der bronzezeitlichen Piliny-Kultur sowie einen Bronzefund aus der Jungbronzezeit.
Slavkovce wurde zum ersten Mal 1315 als Zalouk schriftlich erwähnt, weitere historische Bezeichnungen sind unter anderen Solouk (1321), Zelenk (1322), Zalowka (1422), Zalka (1444), Zalok (1461), Szlawkovcze (1773), Slakowcze (1786) und Slalowce (1808). Im Jahr der Ersterwähnung war das Dorf Besitz des Magisters Michael aus dem Geschlecht Ákos, ab 1403 gehörte es verschiedenen Gutsherren. Im 18. Jahrhundert besaß die Familie Kazinczy die Ortsgüter, ab dem frühen 19. Jahrhundert dann die Familie Kossuth.
1715 gab es 15 verlassene und sechs bewohnte Haushalte. 1828 zählte man 82 Häuser und 604 Einwohner. Die Einwohner nahmen am Ostslowakischen Bauernaufstand von 1831 teil. Von 1880 bis 1900 wanderten viele Einwohner aus.
Bis 1918/1919 gehörte der im Komitat Semplin liegende Ort zum Königreich Ungarn und kam danach zur Tschechoslowakei beziehungsweise heute Slowakei. In der Zeit der ersten tschechoslowakischen Republik waren die Einwohner als Landwirte beschäftigt. Nach dem Zweiten Weltkrieg wurde die örtliche Einheitliche landwirtschaftliche Genossenschaft (Abk. JRD) im Jahr 1957 gegründet, ein Teil der Einwohner pendelte zur Arbeit nach Vojany, Košice und Strážske.

## Bevölkerung
| Jahr                | 1994 | 2004     | 2014     | 2024    |
| ------------------- | ---- | -------- | -------- | ------- |
| Anzahl der Personen | 513  | 609      | 674      | 739     |
| Unterschied         |      | +18,71 % | +10,67 % | +9,64 % |

| Jahr                | 2023 | 2024    |
| ------------------- | ---- | ------- |
| Anzahl der Personen | 728  | 739     |
| Unterschied         |      | +1,51 % |

Nach der Volkszählung 2011 wohnten in Slavkovce 648 Einwohner, davon 594 Slowaken, 23 Ukrainer, sechs Magyaren, vier Tschechen, jeweils drei Roma und Russen und zwei Russinen. 13 Einwohner machten keine Angabe zur Ethnie.
252 Einwohner bekannten sich zur römisch-katholischen Kirche, 224 Einwohner zur griechisch-katholischen Kirche, 71 Einwohner zur orthodoxen Kirche, 44 Einwohner zur reformierten Kirche, 17 Einwohner zur evangelisch-methodistischen Kirche, vier Einwohner zu den Zeugen Jehovas und drei Einwohner zur Evangelischen Kirche A. B. 19 Einwohner waren konfessionslos und bei 14 Einwohnern wurde die Konfession nicht ermittelt.

## Bauwerke und Denkmäler
- reformierte (calvinistische) Kirche im klassizistischen Stil aus dem Jahr 1830[6]
- griechisch-katholische Kirche Aussendung des Heiligen Geistes im klassizistischen Stil aus dem Jahr 1801[7]

## Verkehr
Durch Slavkovce führt die Cesta III. triedy 3739 („Straße 3. Ordnung“) von Veľké Raškovce heraus und weiter nach Močarany, einem Stadtteil von Michalovce. Im Ort zweigt die Cesta III. triedy 3745 nach Budkovce ab. Der nächste Bahnanschluss ist in Budkovce an der Bahnstrecke Veľké Kapušany–Bánovce nad Ondavou.